# Gryllidea
Gryllidea é uma infraordem pertencente a ordem dos Orthoptera, que engloba as quatro famílias de "grilos verdadeiros".